# دورل سیمیون
دورل سیمیون (انگلیسی: Dorel Simion؛ زادهٔ ۱ ژانویهٔ ۱۹۷۷) بوکسور اهل رومانی است.